# Bart Thompson
Bart Alex Thompson (né le 20 septembre 1978 à Los Angeles) est un éditeur et auteur de bande dessinée américain.
Il auto-édite ses œuvres depuis le milieu des années 1990 sous le label Approbation Comics. À partir de 2005, il travaille également comme scénariste et lettreur pour d'autres maisons d'édition.